# Bob Florence
Robert C. Florence (Los Angeles, 20 mei 1932 - Thousand Oaks, 15 mei 2008) was een Amerikaanse jazz-pianist, arrangeur, bigband-leider en componist.
Florence begon op zijn derde piano te spelen. Hij wilde aanvankelijk klassiek pianist worden, maar veranderde van gedachten nadat hij aan jazz was 'blootgesteld', tijdens zijn pianstudie aan Los Angeles City College. Hij begon een band met klasgenoten, waaronder Herb Geller, waarmee hij wekelijks een sessie had. Na zijn studie werkte hij bij Alvino Rey, Harry James (waarvoor hij tevens arrangeerde) en Les Brown. Eind jaren vijftig nam hij voor het eerst onder eigen naam op, met een trio en kort daarop een bigband.. In de jaren 1959-1964 was hij arrangeur bij Si Zentner, resulterend in onder meer de grote hit "Up a Lazy River" (1960). Met Zentner begeleidde hij Martin Denny op diens "Exotica Suite" (1961). Als gevolg van deze successen kon hij aan de slag bij Liberty Records, waar hij arrangementen schreef voor jazz- en (ook) pop-opnames. Hij ging in die tijd ook werken voor tv-shows (bijvoorbeeld van Dean Martin). In de jaren zeventig was hij muzikaal leider van Vikki Carr en Julie Andrews. Vanaf het eind van de jaren zeventig nam hij regelmatig een plaat op met zijn bigband, waar allerlei musici in speelden die uitstekende sessiemuzikanten werden. Voor een van die albums, "Serendipity 18", kreeg Florence in 2000 een Grammy.
Florence was als arrangeur actief voor onder andere Vic Dana, Andy Williams, Buddy Rich, Bobby Sherman, Count Basie, Jack Jones, Armando Manzanero en Timi Yuro. Als pianist is hij te horen op platen van bijvoorbeeld Jerry Fuller, Vic Lewis en George Graham.
Florence overleed aan de gevolgen van longontsteking.

## Discografie (selectie)
- Meet the Bob Florence trio, Era Records, 1956
- Name Band, Carlton Records, 1959
- Bongos/Reeds/Brass, Hifi Records, 1960
- Here and Now!, Liberty Records, ca. 1965
- Live at Concerts by the Sea, Discovery Records, circa 1979
- Soaring (Bob Florence Limited Edition), Bosco Records, 1983
- Magic Time (Bob Florence Limited Edition), Trend Records, 1984
- Ridin' High (met Sue Raney), Discovery Records, 1984
- Flight of Fancy-A Journey of Alan & Marilyn Bergman (met Sue Raney), Discovery Records, 1986 (Grammy-nominatie)
- The Norwegian Radio Big Band Meets Bob Florence, Odin Records, 1986
- Trash Can City (Bob Florence Limited Edition), Trend Records, 1987
- State of the Art (Bob Florence Limited Edition), USA Music Group, 1988
- Treasure Chest (Bob Florence Limited Edition), USA Music Group, 1990
- Funupsmanship (Bob Florence Limited Edition, live), MAMA Records, 1993
- With All the Bells and Whistles (Bob Florence Limited Edition), MAMA Records, 1995
- Earth (Bob Florence Limited Edition), MAMA Records, 1997
- Serendipty 18 (Bob Florence Limited Edition), 1998
- Another Side, MAMA Records, 2001
- Whatever Bubbles Up (Bob Florence Limited Edition), Summit Records, 2003
- Legendary (Bob Florence Limited Edition), MAMA Records, 2009

## Bron
- Biografie op Allmusic

- Bibsys: 2027722
- Biblioteca Nacional de España: XX1498846
- Bibliothèque nationale de France: cb138939857 (data)
- CiNii: DA13270314
- Gemeinsame Normdatei: 135241111
- International Standard Name Identifier: 0000 0000 8186 613X
- Library of Congress Control Number: n87858127
- MusicBrainz: 8354409a-1fc9-40d5-861a-aa619ed0a4de
- Nationale Bibliotheek van Tsjechië: ola2002157404
- Nationale bibliotheek van Australië: 35035608
- Nederlandse Thesaurus van Auteursnamen: 074266039
- Trove: 807918
- Virtual International Authority File: 117467543
- WorldCat: E39PBJx8HxkByDgMKJCGYWqhHC